# 顺安州
顺安州，宋朝时设置的羁縻州。
北宋嘉祐中置羁縻州。治所在雷火峒（今广西壮族自治区大新县西北下雷）。元丰以后改为下雷州。